# جوليا كامبل (لاعبة كرة قدم)
جوليا كامبل (بالإنجليزية: Julia Campbell)‏ هي لاعبة كرة قدم نيوزيلندية، ولدت في 1 أبريل 1965 في نيوزيلندا. شاركت مع منتخب نيوزيلندا لكرة القدم للسيدات.

## وصلات خارجية
- جوليا كامبل على موقع الاتحاد الدولي (مؤرشف)  (الإنجليزية)